# أل هولكومب
أل هولكومب (بالإنجليزية: Al Holcomb) هو مدرب رياضي أمريكي، ولد في 22 أكتوبر 1970 في نيويورك في الولايات المتحدة.